# Colonisation néerlandaise des Amériques
La colonisation néerlandaise des Amériques a commencé au XVIIe siècle, lorsque les Provinces-Unies mandatèrent en 1602, la Compagnie néerlandaise des Indes orientales (Vereenigde Oost-Indische Compagnie ou VOC), afin d'explorer un Passage du Nord-Ouest vers les Indes.

## La Nouvelle-Néerlande

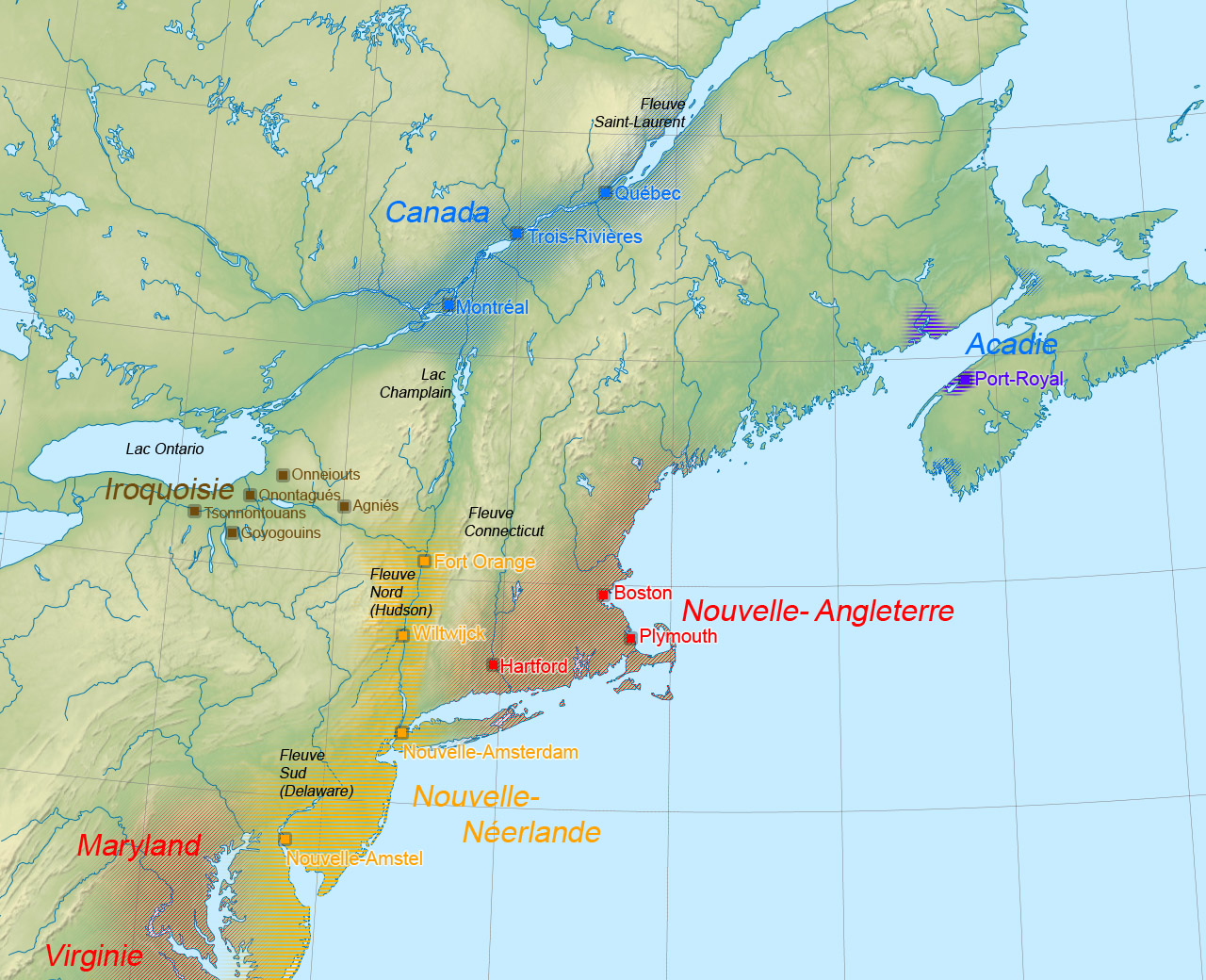
Carte politique du nord-est de l'Amérique du Nord en 1664.

Ainsi en 1609, l'Anglais Henry Hudson travaillant pour la compte de la VOC, explore la côte de la future « Nouvelle-Angleterre », entre dans la baie de New York et remonte le fleuve qui porte aujourd'hui son nom.
En 1614, les quatre compagnies commerciales néerlandaises, se souciant de l’impact négatif d’une rivalité entre elles, s’unissent et reçoivent des États généraux une charte de compagnie à monopole leur cédant l’exploitation entière du commerce des fourrures sur le territoire situé entre les 40e et 45e parallèles pour trois années. 
La même année, Adriaen Block qui fait du commerce de peaux pour le compte de négociants d'Amsterdam reste sur l'île de Manhattan. Mais l'endroit reste peu utilisé par les Néerlandais, jusqu'à ce que les premières familles de colons s'y installent en 1624. On y rencontre seulement quelques plantations et un peu d’élevage.
Face à la menace des autres puissances coloniales, la Compagnie néerlandaise des Indes occidentales (West-Indische Compagnie ou WIC) créée en 1621, décide d'édifier un fort à la pointe sud de Manhattan, afin d'affirmer ses prétentions sur la région. Baptisé « Fort Amsterdam », celui-ci va bientôt prendre l'allure d'un véritable comptoir : La Nouvelle-Amsterdam, future Manhattan.

## Les Antilles
Les Néerlandais s'établissent dès 1620 aux Antilles. Ils s'implantent sur les îles de Saint-Martin, Saint-Eustache, Saba, Tobago, aux Îles Vierges, dont à Sainte-Croix dans les Îles du Vent puis à Curaçao, Bonaire et Aruba dans les îles Sous-le-Vent.

## L'Amérique du Sud

### Brésil
En 1630, la WIC enlèvent au Portugais les villes de Recife, Natal et Salvador au Brésil, afin de s'assurer une partie de leur production sucrière. Recife devient la capitale de la colonie sous le nom de « Mauritsstaad ». Les populations locales se révoltent (Insurreição Pernambucana ou « Insurrection du Pernambouc ») contre leur présence dès les années 1640 et à la faveur de la Première guerre anglo-néerlandaise (1652-1654), la Nouvelle-Hollande redevient possession du Portugal. 
Cependant, la Guerre néerlando-portugaise se poursuit en Asie jusque dans les années 1660.

### Guyanes
Sur la Côte Sauvage (Amérique du Sud), entre les deltas de l'Orénoque et de l'Amazone, les Néerlandais fondent quelques colonies : Pomeroon (1581), Démérara (1611), Essequibo (1615), Berbice (1627), dans un contexte de commerce triangulaire et de compagnies commerciales, avec concurrences, conflits, pirateries, guerres.
En 1667, par le Traité de Bréda, les Provinces-Unies récupèrent une partie de leurs anciennes possessions, formant la Guyane néerlandaise (1667-1796). 
Le traité anglo-néerlandais de 1814 acte l'existence de deux Guyanes redéfinies : Guyane néerlandaise (1816-1975), Guyane britannique (1831-1966). 
L'histoire de la Guyane "française" apporte de nombreuses précisions sur les relations conflictuelles dans la région entre 1500 et 2000.
En 1975, la Guyane néerlandaise devient l'État indépendant de Suriname.